# Georges Louis Leclerc de Buffon
Georges Louis Leclerc de Buffon [žorž-lui leklér de byfon] (7. září 1707 Montbard – 16. dubna 1788 Paříž) byl francouzský matematik, přírodovědec a osvícenský spisovatel, autor rozsáhlé encyklopedie o přírodě a dlouholetý ředitel pařížské botanické zahrady. 

## Život
Narodil se v městečku Montbard v Burgundsku v rodině vysokého královského úředníka jako nejstarší z pěti dětí. Když mu bylo deset let, otec koupil nedaleké panství Buffon, které se stalo jejich šlechtickým přídomkem. Zároveň se rodina přestěhovala do Dijonu, kde se otec stal soudním radou. Georges-Louis vystudoval jezuitské gymnázium v Dijonu a roku 1726 získal tamtéž licenciát práv. Proti vůli rodiny však odešel do Angers, kde studoval matematiku a botaniku. Protože však zabil v souboji důstojníka, musel z univerzity odejít. V Nantes se setkal s bohatým anglickým šlechticem, který cestoval po Evropě, a s ním procestoval značnou část Francie a Itálie.
Roku 1732 se odstěhoval do Paříže, kde bydlel u G.-F. Boulduca, královského lékárníka, člena Akademie a profesora chemie v Jardin des Plantes. Zabýval se hlavně matematikou a 1733 předložil Akademii pojednání, v němž zavedl infinitesimální počet do pravděpodobnostní matematiky. Přeložil z angličtiny stati Isaaca Newtona o geometrii a Halesovo pojednání o botanice. Seznámil se s Voltairem a dalšími osvícenci a byl přijat do Francouzské akademie. Roku 1733 vypracoval pro ministra námořnictví pojednání o možnostech využití různých dřev při stavbě lodí. Jako velký anglofil, cestoval roku 1738 do Londýna a v následujícím roce byl zvolen členem Royal Society.
Roku 1739 se stal intendantem královské botanické zahrady, kterou ze sbírky léčivých rostlin přebudoval na přírodovědecké středisko s muzeem, dnešní Jardin des plantes. Do konce života pak dělil svůj čas mezi rodným Montbardem, kde psal, a Paříží, kde vedl zahradu a navštěvoval dvůr a důležité salóny. Zahradu podstatně rozšířil, doplnil o přírodovědecké muzeum a obklopil se vynikajícími přírodovědci i anatomy, takže se zahrada stala chloubou francouzského dvora, kam se vodily královské návštěvy. Buffon byl sice přesvědčený monarchista a o přízeň panovníka se pečlivě staral, dvorské politice se ale vyhýbal.
Roku 1744 se stal pokladníkem Akademie věd a 1749 vyšly první tři svazky jeho životního díla Histoire naturelle, které měly neobyčejný úspěch. Za jeho života vyšlo celkem 36 svazků a posmrtně vydal Lacépede ještě osm dalších. Roku 1752 se oženil s velmi mladou Marie-Francoise, s níž měl jednoho syna, která však už roku 1769 po nešťastném pádu s koně zemřela. 1753 byl Buffon zvolen členem Francouzské akademie, postupně však trávil stále více času v rodném Montbard.
Rodinné sídlo, kde psal své dílo, rozšířil a zvelebil, pěstoval zde různá zvířata i ptáky a v blízkosti postavil železárnu a kovárnu na vodní pohon, kde se železo zušlechťovalo a zpracovávalo. Veřejně předváděl také různé fyzikální pokusy a roku 1752 potvrdil Franklinovy pokusy s hromosvodem. Roku 1753 byl povýšen na hraběte de Buffon a 1776 mu Ludvík XVI. dal postavit pomník v botanické zahradě. Zemřel roku 1788, krátce před vypuknutím francouzské revoluce.

## Dílo
Kromě řady pojednání o matematice, fyzice a zpracování dřeva, která předložil Akademii, přeložil několik vědeckých spisů z angličtiny a postupně psal a vydával své životní dílo, které mělo původně pokrýt celou přírodu. Přes obrovský rozsah ale zůstalo torzem, které pojednává o teorii a vývoji Země, o čtvernožcích a ptácích, o přírodopisu člověka a o minerálech a zajímavé dílo o „epochách přírody“, které předjímá myšlenku celkového vývoje. Jako jeden z prvních vědců se pokusil o exaktní odhad stáří Země (pomocí měření doby zchladnutí železné koule) a přišel s údajem 75 000 let.

## Ocenění
Buffon ovlivnil dvě generace přírodovědců a podle E. Mayra „žádný jiný vědec, kromě Aristotela a Darwina, neměl větší vliv na vývoj přírodních věd.“ Už za života se Buffonovi dostalo mnoha ocenění, je po něm pojmenována řada ulic, škol a institucí, kráter na Měsíci a souostroví v Antarktidě.
Carl Linné pojmenoval na jeho počest rod Bufonia z čeledi hvozdíkovité. Dalšími (neplatnými) variantami jména rodu jsou Buffonia Adans. (1763), Buffona Cothen. (1790) a Buffonea W.D.J.Koch (1836).

## Galerie

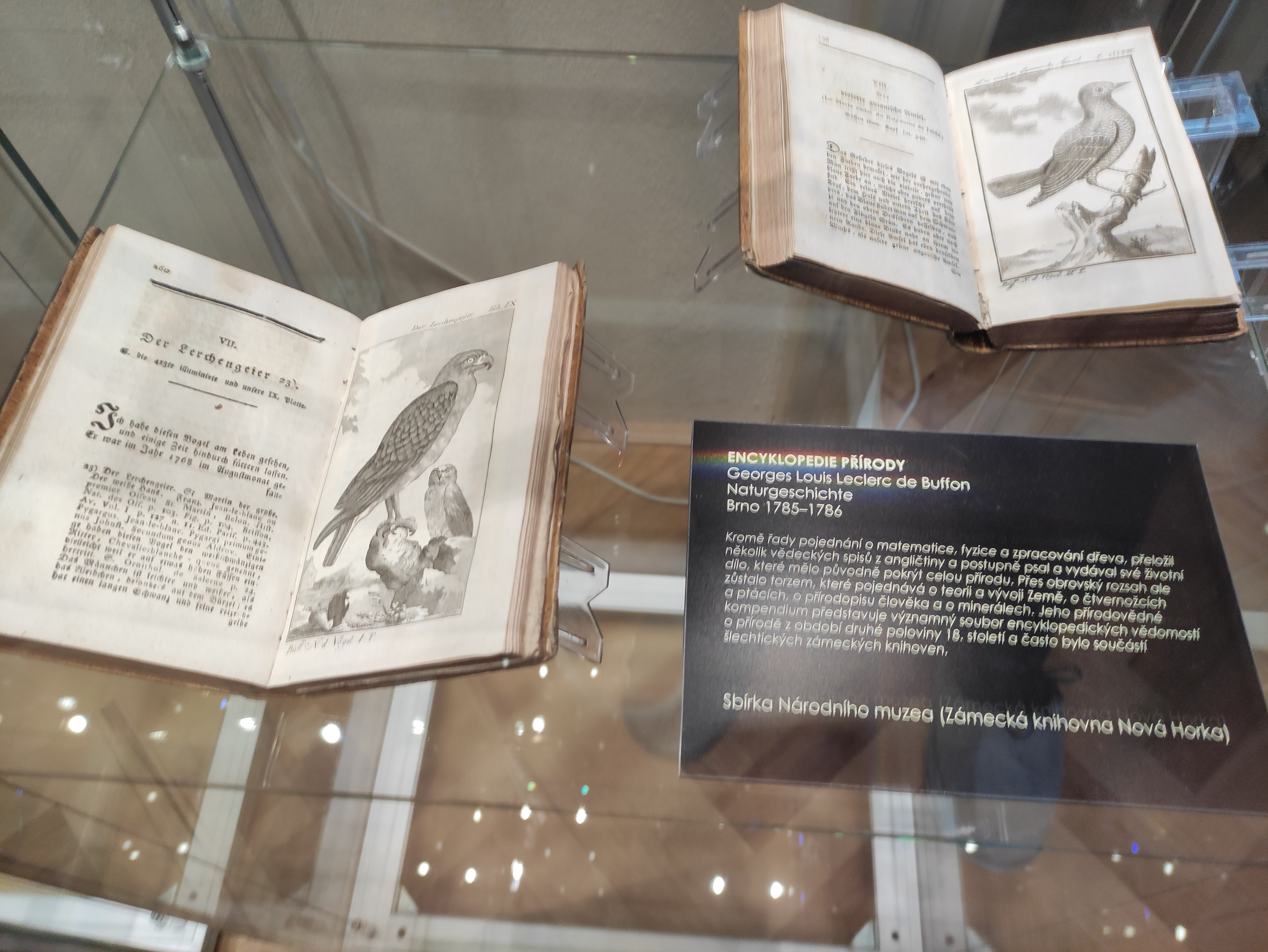
Buffonova kniha v expozici zámku Nová Horka